# Cendana (Muara Sugihan)
Cendana is een bestuurslaag in het regentschap Banyuasin van de provincie Zuid-Sumatra, Indonesië. Cendana telt 2430 inwoners (volkstelling 2010).